# Tahar Ouettar
Œuvres principales
- Dukhan fi Qalbi (Fumée dans mon cœur)
- Al Zilzal (Le Tremblement de terre)
- Tajriba fi Al ouchq (Une expérience d'amour)

Tahar Ouettar, né le 15 août 1936 à Sedrata en Algérie et mort le 12 août 2010 à Alger, est un écrivain et romancier algérien d'expression arabe. Il fut avec Abdelhamid Benhedouga, les fondateurs du roman algérien moderne.

### Prix
- 2005 : lauréat du prix Sharjah de l'UNESCO pour la culture arabe[5].

## Publications

### Nouvelles
- Dukhan fi Qalbi (Fumée dans mon  cœur) Tunis 1961, Alger 1979, 2005.
- At-Taanat (les coups) Alger, 1971, 2005
- Al Shuhada’ ya`udun hadha al usbu` (les martyrs reviennent cette semaine) Iraq 1974, Alger 1984, 2005 (traduit).

### Pièces théâtrales
- `ala addifati al ukhra (Sur l’autre rive), Al Fikr (ar), fin ‘50.
- Al harib (Le Fugitif), Al Fikr, fin ‘50. Alger 1971, 2005.

### Romans
- Al Laz (L’As) Alger, 1974, Beyrouth 1982, 1983, Alger 1981, 2005 (traduit)
- Al Zilzal (le tremblement de terre) Beyrouth 1974, Alger 1981, 2005 (traduit).
- Al hawwat wa Al Qasr (le pêcheur et le palais) Alger, le quotidien Al Chaâb 1974, et aux frais de l'auteur en 1980 (imprimerie El Baâth, Constantine), Égypte 1987 et Alger 2005 (traduit).
- Ars baghl (les noces de mulet)   Beyrouth, plusieurs éditions à partir de 1983, le Caire 1988, Alger  1981, 2005 (traduit).
- Al ouchq wa al mawt fi al zaman al Harachi (amour et mort dans le temps Harrachi) Beyrouth 1982    1983, Alger 2005.
- Tajriba fi Al ouchq (une expérience d'amour) Beyrouth 1989, Alger 1989, 2005.
- Rommana Alger 1971, 1981, 2005
- Al cham`aa wa Al Dahaliz (la bougie et les corridors) Alger 1995 2005, le Caire 1995, Jordanie 1996, Allemagne Dar El Jamal 2001.
- Al Waliyu al Tahar ya`udu ila maqamihi al zakiy (El Ouali tahar retourne à son saint-lieu) Alger 1999, 2004, Maroc 1999, l'Allemagne Dar EL Jamal 2001 (traduit).
- Al Waliyu al Tahar yarfa`u yadahu bi-du`aa (le saint homme prie) Alger, le quotidien Al Khabar 2005, le Caire, Akhbar Al Adab 2005.

### Traduction
- Une traduction  d'une collection de poèmes de Francis Combes (Apprentis du printemps Alger 1986).

### Scénario
- Contributions dans plusieurs scénarios de films algériens.

### Adaptations
- L’histoire de Noua prise de Dukhan fi Qalbi (fumée dans mon cœur) a été adaptée à un film produit par la télévision algérienne et a reçu plusieurs prix.
- Al shuhada:’ ya`udun hadha al usbu (les martyrs reviennent cette semaine) a été adapté à une pièce théâtrale qui a reçu le premier prix du Festival international de Carthage
- Al Harib, pièce de théâtre produite au Maroc et en Tunisie.

### Traduction
- Français, anglais, Allemand, Russe, Italien, Bulgare, Grec, Portugais, Vietnamien, Hébreu, Ukrainien, etc.

### Intérêt Universitaire
Les œuvres de Tahar Ouettar sont étudiées dans diverses universités à travers le monde et constituent des thèmes de recherches de plusieurs thèses à différents niveaux. 

### Visites et Voyages
La France, l’Allemagne, la Belgique, la Hollande, la Suisse, le Royaume-Uni, la Bulgarie, l’ex Union Soviétique et la plupart de ses Républiques, Cuba, l’Inde, Angola et tous les pays arabes excepté le Soudan, Oman et la Mauritanie. 

### Thèmes de Tahar Ouettar
- Il dit que son souci principal est atteindre la limite extrême que la bourgeoisie peut atteindre dans le sacrifice comme leader des grands changements du monde.
- Il dit qu'il est, en lui-même héritage, il peut avoir dans ses pensées à la fois, Pablo Neruda et Al Mutanabi ou Al Chanfara.
- Il dit également : « Je suis un oriental. J'ai mes propres rites dans beaucoup d'aspects de la vie, et par conséquent, la foi des croyants devrait être respectée. »